# Вортман, Зёнке
Зёнке Во́ртман (нем. Sönke Wortmann; 25 августа 1959, Марль, Северный Рейн-Вестфалия) — немецкий кинорежиссёр, сценарист и продюсер.

## Биография
Родился в семье шахтёра. В юности увлекался футболом и даже хотел стать профессиональным футболистом, играл в клубах третьего дивизиона Западной Германии.
В 1983 году поступил на режиссёрское отделение мюнхенского Института телевидения и кинематографии, который окончил в 1989 году.
Известность Вортману принёс фильм «Один среди женщин» (Allein unter Frauen), вышедший на экраны в 1991 году, и на протяжении 90-х годов он был самым успешным немецким режиссёром послевоенного времени. Однако наибольший успех выпал на долю фильма «Чудо Берна» (Das Wunder von Bern), посвящённого Чемпионату мира по футболу 1954 года, а точнее — победе сборной Германии на этом чемпионате
Благодаря этой творческой удаче Вортману было предоставлено право снимать документальный фильм о Чемпионате мира 2006 года, проходившем в Германии; фильм получил название «Германия. Летняя сказка» (Deutschland. Ein Sommermärchen).

## Фильмография

### Режиссёр

#### Художественные фильмы
- 1981 — Ночной водитель / Nachtfahrer (к/м)
- 1984 — Полтора / Anderthalb (к/м)
- 1986 — Фотофиниш / Fotofinish (к/м)
- 1988 — Женитьба Фигаро / Hochzeit des Figaro (к/м)
- 1988 — Три Д / Drei D
- 1990 — Безумный брак / Eine Wahnsinnsehe (ТВ)
- 1991 — Один среди женщин / Allein unter Frauen
- 1992 — Маленькие акулы / Kleine Haie
- 1993 — Мистер Блюзмен / Mr. Bluesman
- 1994 — Самый желанный мужчина / Der bewegte Mann
- 1996 — Классная женщина / Das Superweib
- 1996 — Тётка Чарлея / Charleys Tante (ТВ)
- 1998 — Кампус / Der Campus
- 1999 — Гамбургский счёт / St. Pauli Nacht
- 2001 — Знак Голливуда / The Hollywood Sign
- 2003 — Чудо Берна / Das Wunder von Bern
- 2009 — Иоанна — женщина на папском престоле / Die Päpstin
- 2012 — Свадебное видео / Das Hochzeitsvideo
- 2015 — Фрау Мюллер должна уйти! / Frau Müller muss weg!
- 2017 — Летний праздник / Sommerfest
- 2018 — Выпьем за любовь / Der Vorname
- 2019 — Контра / Contra

#### Документальные фильмы
- 2006 — Германия. Летняя сказка / Deutschland. Ein Sommermärchen

### Сценарист
- 1981 — Ночной водитель / Nachtfahrer
- 1986 — Фотофиниш / Fotofinish
- 1988 — Три Д / Drei D
- 1992 — Маленькие акулы / Kleine Haie
- 1994 — Самый желанный мужчина / Der bewegte Mann
- 1998 — Кампус / Der Campus
- 2003 — Чудо Берна / Das Wunder von Bern
- 2006 — Германия. Летняя сказка / Deutschland. Ein Sommermärchen
- 2009 — Иоанна — женщина на папском престоле / Die Päpstin

### Продюсер
- 2001 — Лaммбок – всё ручной работы / Lammbock – Alles in Handarbeit
- 2003 — Чудо Берна / Das Wunder von Bern
- 2005 — Сокровище «Белого сокола» / Der Schatz der weißen Falken
- 2008 — В твёрдой обложке / Hardcover
- 2009 — Нелёгкая игра / Hangtime - Kein leichtes Spiel
- 2011 — Остров по имени Удо / Eine Insel namens Udo
- 2012 — Слава / Ruhm
- 2014 — Команда / Die Mannschaft (сопродюсер)
- 2017 — Ламмбок / Lommbock

### Актёр
- 1997 — Достучаться до небес / Knockin’ On Heaven’s Door — режиссёр